# Novokumski
Novokumski (en rus: Новокумский) és un poble (un possiólok) del krai de Stàvropol, a Rússia, que el 2019 tenia 1.850 habitants. Pertany al districte rural de Levokúmskoie.